# Agapetus himalayanus
Agapetus himalayanus är en nattsländeart som först beskrevs av Martynov 1935.  Agapetus himalayanus ingår i släktet Agapetus och familjen stenhusnattsländor. Inga underarter finns listade i Catalogue of Life.